# 杨振河
杨振河（1953年5月10日—），字元君，河北永年人，中国太极武术家，国家级非物质文化遗产杨氏太极拳传承人，师从杨振铎。第十三届全国政协委员。